# Animal Friends
Animal Friends é um futuro filme norte-americano de estrada e live-action com animação, dirigido por Peter Atencio e escrito por Kevin Burrows e Matt Mider. O elenco conta com Ryan Reynolds, Jason Momoa, Vince Vaughn, Eric André, Addison Rae, Ellie Bamber, Rob Delaney, Lil Rel Howery, Dan Levy e Aubrey Plaza.
O filme estava previsto para estrear no dia 9 de outubro de 2025 no Brasil, mas foi adiado para o dia 30 de abril de 2026 pela Warner Bros. Pictures.

## Elenco
- Ryan Reynolds
- Jason Momoa
- Vince Vaughn
- Aubrey Plaza
- Addison Rae
- Dan Levy
- Lil Rel Howery
- Ellie Bamber
- Eric André
- Joaquim De Almeida
- Rob Delaney

## Produção
Animal Friends foi anunciado em abril de 2023, com Ryan Reynolds, Jason Momoa, Vince Vaughn e Aubrey Plaza anunciados para estrelar, e Peter Atencio como diretor. Addison Rae se juntaria ao elenco no mês seguinte. Dan Levy se juntou ao elenco em fevereiro de 2024. Lil Rel Howery, Ellie Bamber e Erick André se juntariam ao elenco nos meses seguintes. Em março de 2025, Rob Delaney se juntou ao elenco.
O estúdio DNEG anunciou que o filme havia entrado em produção em junho de 2023. Um dos locais de filmagem incluía a Bulgária. As gravações foram concluídas em 17 de abril de 2024.

## Lançamento
Inicialmente previsto para lançamento nos Estados Unidos em 15 de agosto de 2025 pela Sony Pictures Releasing, através da Columbia Pictures, o filme teve seus direitos de distribuição transferidos para a Warner Bros. Pictures, conforme anunciado em 9 de dezembro de 2024. A Warner Bros. programou a estreia nos cinemas para 10 de outubro de 2025,  mas a data foi posteriormente alterada para 1º de maio de 2026. No Brasil, o filme também foi adiado e estreará no dia 30 de abril de 2026, ante a data de lançamento anterior que seria no dia 9 de outubro de 2025.